# Jusmadi
Jusmadi (sinh ngày 19 tháng 10 năm 1983) là một cầu thủ bóng đá người Indonesia hiện tại thi đấu cho Persela Lamongan ở Indonesia Super League.

## Sự nghiệp

### Persib Bandung
Năm 2009, anh thi đấu cho Persib Bandung ở Indonesia Super League mùa giải 2009–2010.

### Persela Lamongan
Năm 2014, anh thi đấu cho Persela Lamongan ở Indonesia Super League 2014.

### Gresik United
Vào tháng 9 năm 2016, mùa giải thứ 18, anh được cho mượn đến Gresik United từ Persela Lamongan.